# Laugieren
Die Laugierung ist wie die Mercerisation ein Veredelungsverfahren für Baumwollgewebe. Auch hier wird die Baumwolle mit alkalischen Substanzen behandelt, jedoch ohne Spannung.
Je nach Alkali-Ionenlösung tritt eine unterschiedliche Quellung auf, da keine Kräfte auf die Faser wirken, tritt jedoch auch keine Querschnittstrukturänderung wie bei der Mercerisation auf.
Diese Quellung führt dazu, dass die Ware sich verdichtet, färberisch vergleichmäßigt und eine höhere Flottenaufnahme zeigt (das bedeutet zum Beispiel eine tiefere Färbung und somit eine Einsparung von Farbstoffen) als die Ausgangsware.
Das Verfahren erhöht die Qualität der Textilien wesentlich, ist aber kostspielig. Daher wird es nur bei Textilien der höchsten Qualität angewandt.